# 北横通道
北横通道是位于中华人民共和国上海市中心城区北部的地下快速路，西起中环路与北翟路地道相交的北虹路立交，东至周家嘴路内江路，全长19.1公里，经过长宁区、静安区、普陀区、虹口区和杨浦区，主要沿苏州河、长宁路、余姚路、新会路、天目路、海宁路、周家嘴路设置。北横通道分为东西两部分，西段于2021年6月18日开通，共计10.9公里；剩余东段工程于2024年8月2日试通车。截至2024年8月，北横通道是世界最长的城市核心区地下道路。
北横通道主线采用城市主干路设计标准，双向4车道+两侧应急车道或集散车道的建设规模，设计车速60公里/小时，匝道40公里/小时，限高3米，大部分为隧道形式，仅在北翟路－泸定路、天目路立交附近为高架道路。双阳路—内江路的周家嘴路地面道路及隆昌路下立交也属于北横通道工程范围，但设计车速为50公里/小时，不属于快速路且设有红绿灯。

## 规划历史
北横通道所在地面道路作为“三纵三横”骨干道路由来已久，最早可以追溯到1986年，当时规划中在沿线预留高架快速路。2006年，针对上海CBD核心区（即外滩、北外滩、陆家嘴）的规划研究中认为，核心区路网存在过境交通流量严重占用地面道路、越江隧道不足等问题，并提出由东西通道、南北通道、外滩通道、北横通道（天目路立交以东段）、人民路隧道、新建路隧道组成的“井”字形路网。2007年，上述4条通道明确为地下快速路布置，并实质性启动其中的外滩隧道。
2013年，北横通道首次进行专项规划公示。2014年6月11日重新公示了修改后的方案。至2014年8月上报时，天目路立交一段改为高架并接入南北高架，天目路立交以西为地下盾构隧道，天目路立交~虹口港为地下明挖隧道，虹口港以东为非封闭式道路，通过在大连路、黄兴路、隆昌路设置三座明挖下立交实现地面道路扩容。此外，为避让已经建成的地铁2号线、13号线，将长宁路-长寿路段的走向改为苏州河-中山公园-余姚路-新会路；由于预计施工过程将造成交通瘫痪，2013年方案中地下段的9个工作井大部分取消，但隧道出入口数量也随之大幅减少。2014年9月环评中东段方案再次更改，增加江浦路下立交。2017年11月，取消大连路、黄兴路、江浦路三座下立交，将天目路至双阳路改为整体地下盾构隧道，已经开工的隆昌路下立交不变。

## 工程

### 盾构隧道
| 名称   | 开挖直径 | 掘进区间（按掘进方向）       | 掘进长度         | 始发           | 接收           |
| ------ | -------- | ---------------------------- | ---------------- | -------------- | -------------- |
| 纵横号 | 15.56米  | 中江路井-中山公园井-筛网厂井 | 2,761米+3,644米  | 2016年12月26日 | 2019年10月28日 |
| 纵横号 | 15.56米  | 黄兴路井-杨树浦港井-安国路井 | 2,841.732米      | 2021年12月10日 | 2023年6月7日   |
| 建功号 | 15.56米  | 福建北路井-梧州路井-安国路井 | 1,538米＋1,288米 | 2021年9月29日  | 2023年7月25日  |
| 建进号 | 9.28米   | 江苏路井-中山公园井          | ？               | 2023年12月29日 | 2024年8月8日   |

北横通道主线西段为避让已有的建筑物，大量采用小半径转弯，最小半径更是只有500米，转弯半径与隧道结构外径之比为33.33，是当时中华人民共和国范围内最小。为此，西段盾构带有铰接，管片结构也经过特殊设计。对此上海隧道股份董事长张焰表示，上海的地下空间缺乏整体性规划、布局随意，导致北横通道西段隧道沿线有“99个障碍”。参与设计的上海市政工程设计总院工程师崔健球也称设计过程是在“桩的森林”里找出路。
北横通道万航渡路出口工程名为“江苏路二级匝道”，为江苏路匝道的分叉，由直径9.28米盾构机建设。为保护中山公园中的五颗百年黄杨树，该段隧道采用了特殊的“断尾”方案，在掘进最后阶段切断盾构机的尾部，急转弯进入中山公园工作井。

北横通道主线盾构隧道结构示意图[18]
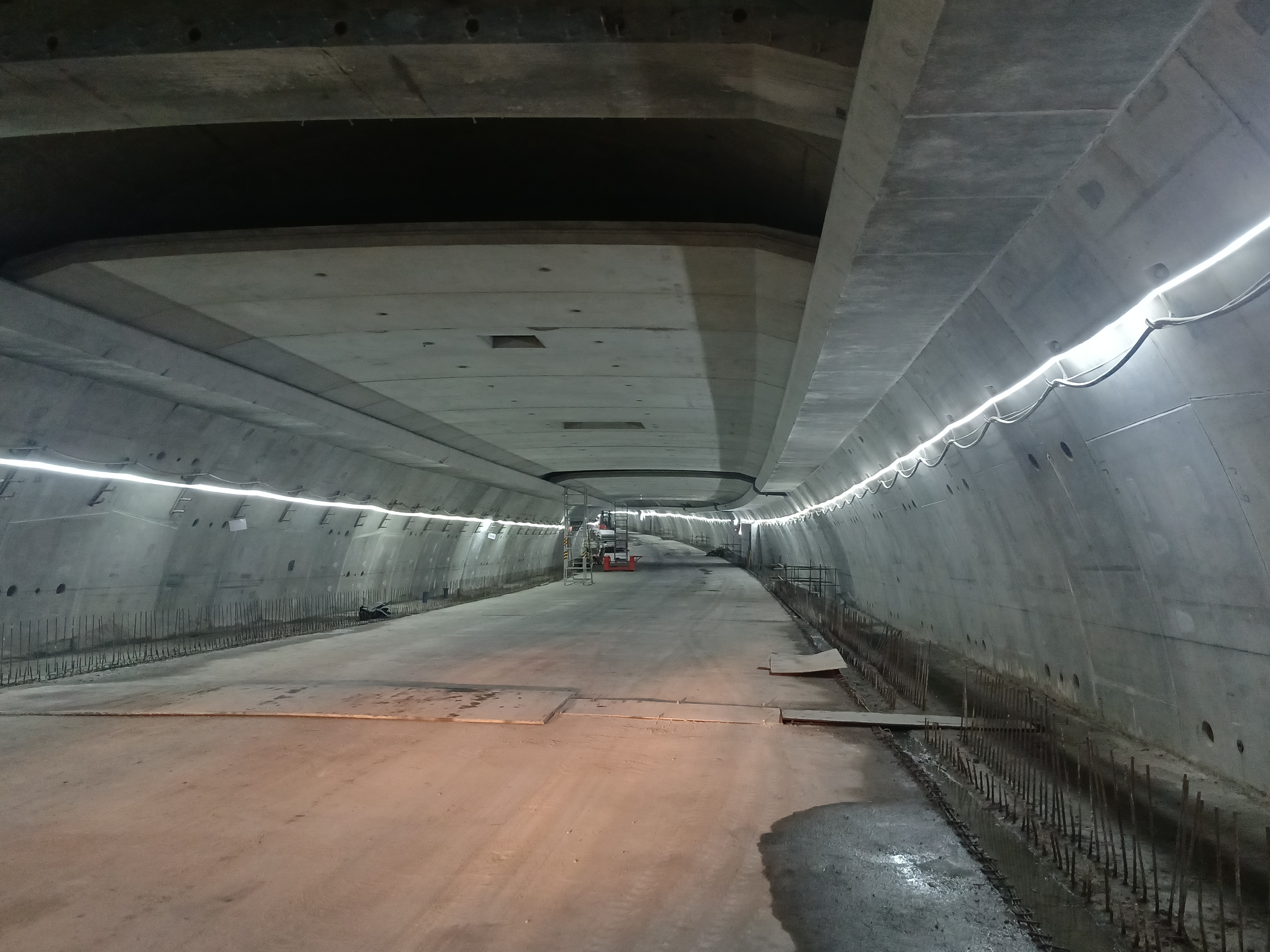
北横通道东段上层实景（施工中）
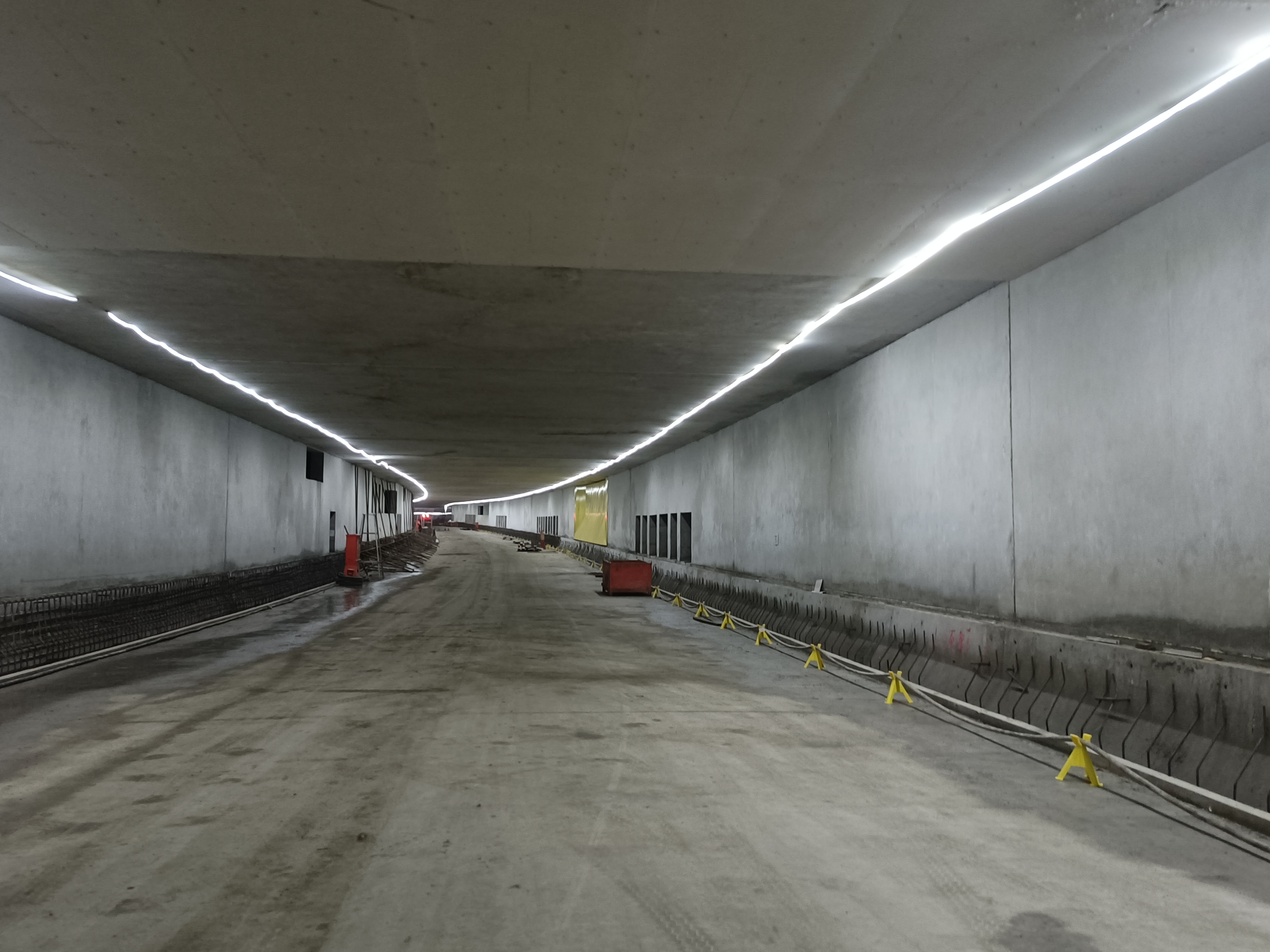
北横通道东段下层实景（施工中）

### 天目路立交
天目路立交在北横通道接入前为南北高架路连接天目中路的出入口，因其环岛设计被称为“大转盘”。由于天目路立交附近跨铁路、跨苏州河地面道路少，断头路多，天目路立交早在北横通道接入前拥堵就已非常严重。最初北横通道计划以盾构隧道从地下穿越天目路立交。工程可行性的分析表明，北横通道以14.5m外径盾构穿越南北高架路天目路立交理论上“整体可行”但风险很大，部分桥台沉降差异仍然将超过安全范围。至2014年北横通道天目路立交改为高架形式。立交设计上，将原天目路四根匝道接入北横通道高架（原通往上海站的梅园路出口拆除后重建新的梅园路出口），并在南北高架东、西两侧增设辅桥和匝道，以解决永兴路、新闸路两个出入口跨河跨铁路车辆干扰主线交通的问题。
最终北横通道西段开通后，基本没有影响南北高架主线通行；天目路立交虽然由3车道变为4车道，拥堵情况仍然加剧；南北高架永兴路、新闸路匝道因不再直接接入南北高架主线而绕行天目路转盘，拥堵最为明显。

### 穿越轨道交通
北横通道主线隧道是穿越上海地铁运营线路直径最大的盾构隧道，总共将穿越轨道交通6次（自西向东为3/4号线、11号线、7号线、4号线、10号线、18号线）。盾构穿越期间为减少列车振动对盾构掘进的影响，相应区段列车限速；同时北横通道方面尽量将穿越施工安排在周末，以减少交通影响。北横通道的经验也将运用于机场联络线14米盾构穿越运营轨交的施工中。

### 苏州河
北横通道多次穿越苏州河，其中在长寿路桥南侧穿越苏州河时，由于条件限制采用明挖穿越，成为上海首个明挖穿越苏州河的工程。工程分两次在苏州河围堰完成，期间苏州河最小宽度36米，保证非汛期条件下防汛安全。该段苏州河只通行观光船，施工期间停航。

## 消防
北横通道隧道为双层行车。为满足火灾情形下人员安全疏散的要求，隧道顶部设置排烟道，并通过侧面的管道连接至下层隧道，总排烟量45m³/s。主线盾构区间，在两层隧道之间设置逃生楼梯。灭火设施方面，北横通道隧道内同时设有灭火器、消防栓和自动泡沫灭火系统。双层隧道上层的泡沫喷头仍按传统布置在隧道侧面，双层隧道下层、出入口匝道等层高较低的路段则改至隧道顶部；此外发生火灾时自动开启喷雾的范围也较其他同类隧道有所扩大。

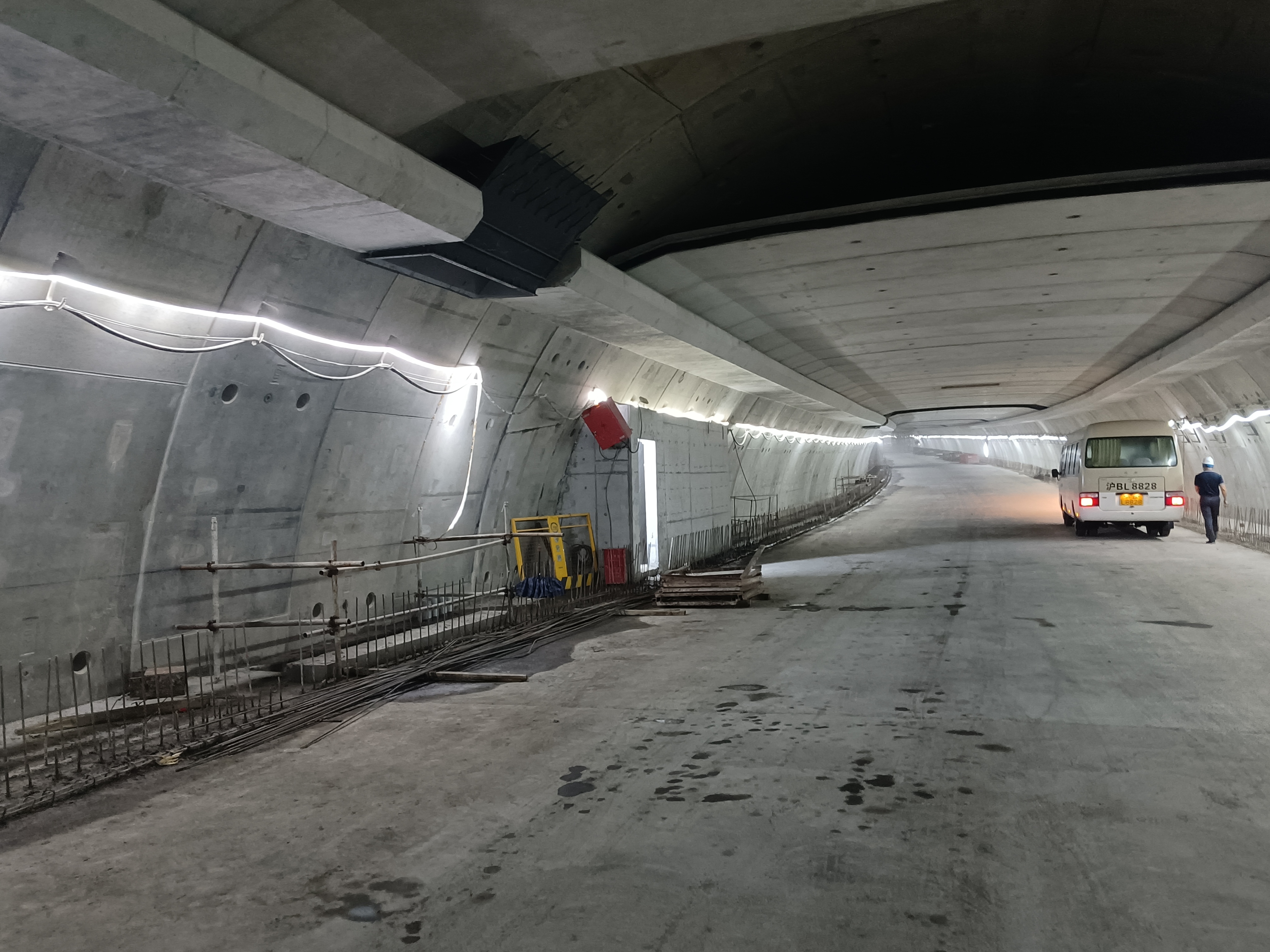
未完工的隧道内部，可见上层排烟道及相应管道
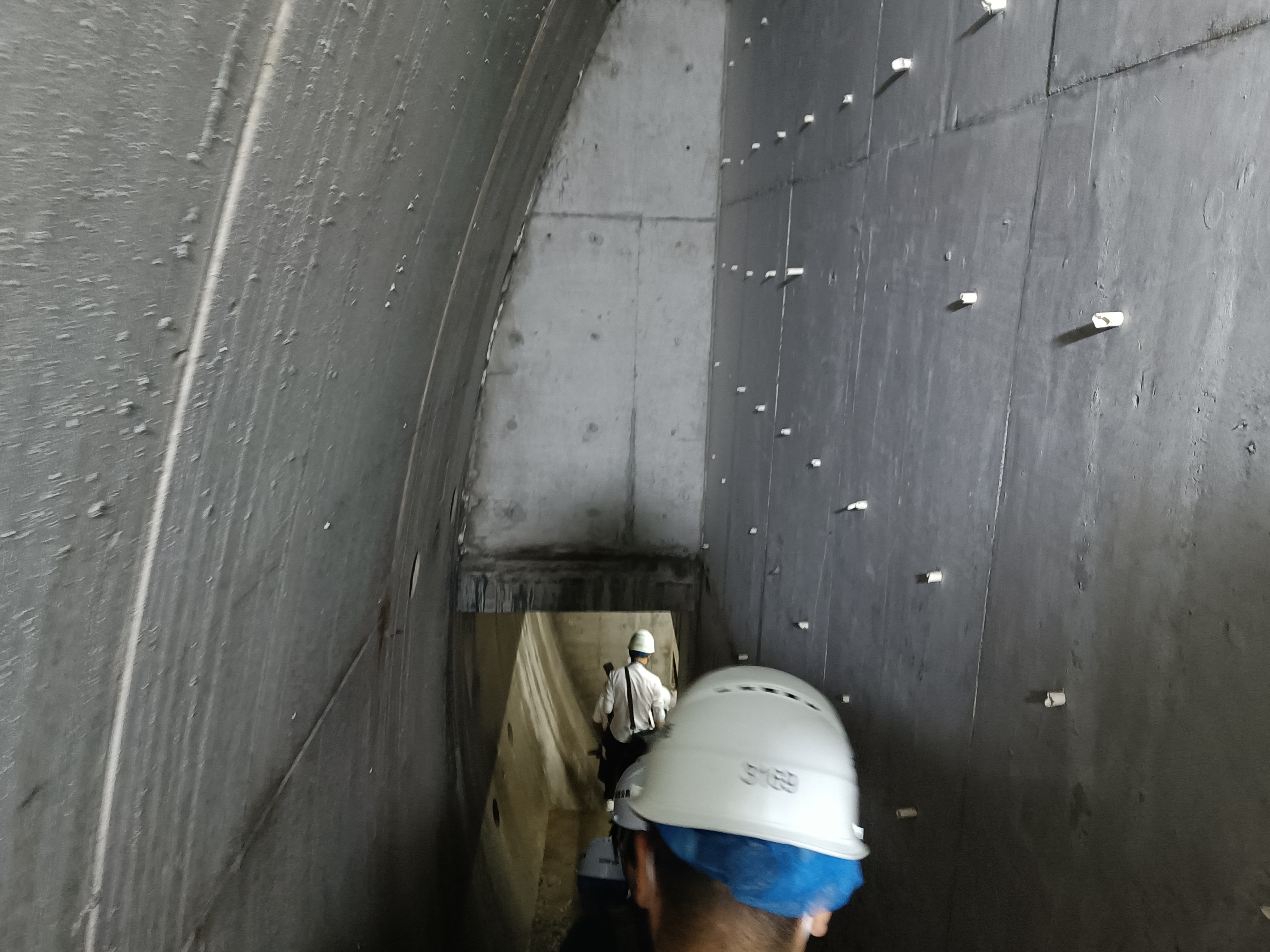
逃生楼梯间内部

## 交通组织
虽然隧道断面可以满足双向6车道通行，实际使用中北横通道西段主线采用双向4车道并在两侧保留应急车道，全线限高3米。北横通道交通管理规定与上海其余高架快速路一致，全天禁止行人、非机动车（含残疾人专用车）、摩托车（含轻便摩托车）、载货机动车、专项作业车、大型号牌客车、悬挂教练汽车号牌和试验用临时行驶车号牌车辆、运载危险品车辆以及《上海市道路交通管理条例》规定的其他车辆通行。每日7时至20时（除周六、周日及全体公民放假日外）禁止悬挂外省市机动车号牌的小客车、使用本市临时行驶车号牌的小客车、未载客的出租小客车及实习期驾驶人驾驶的小客车通行。同时，天目路转盘禁止大型号牌客车（南北高架北向西匝道除外）和载货机动车通行。
隆昌路下立交限高为4.3米，最高时速为50公里，亦为机动车专用，全天禁止行人、非机动车、摩托车、载货机动车、出租车空车通行，但不属于快速路，符合规定的外牌车辆全天均可通行。

## 出入口及沿线立交列表
说明：由于地下段出入口均结合工作井设置，本表将工作井一并纳入。

### 西段

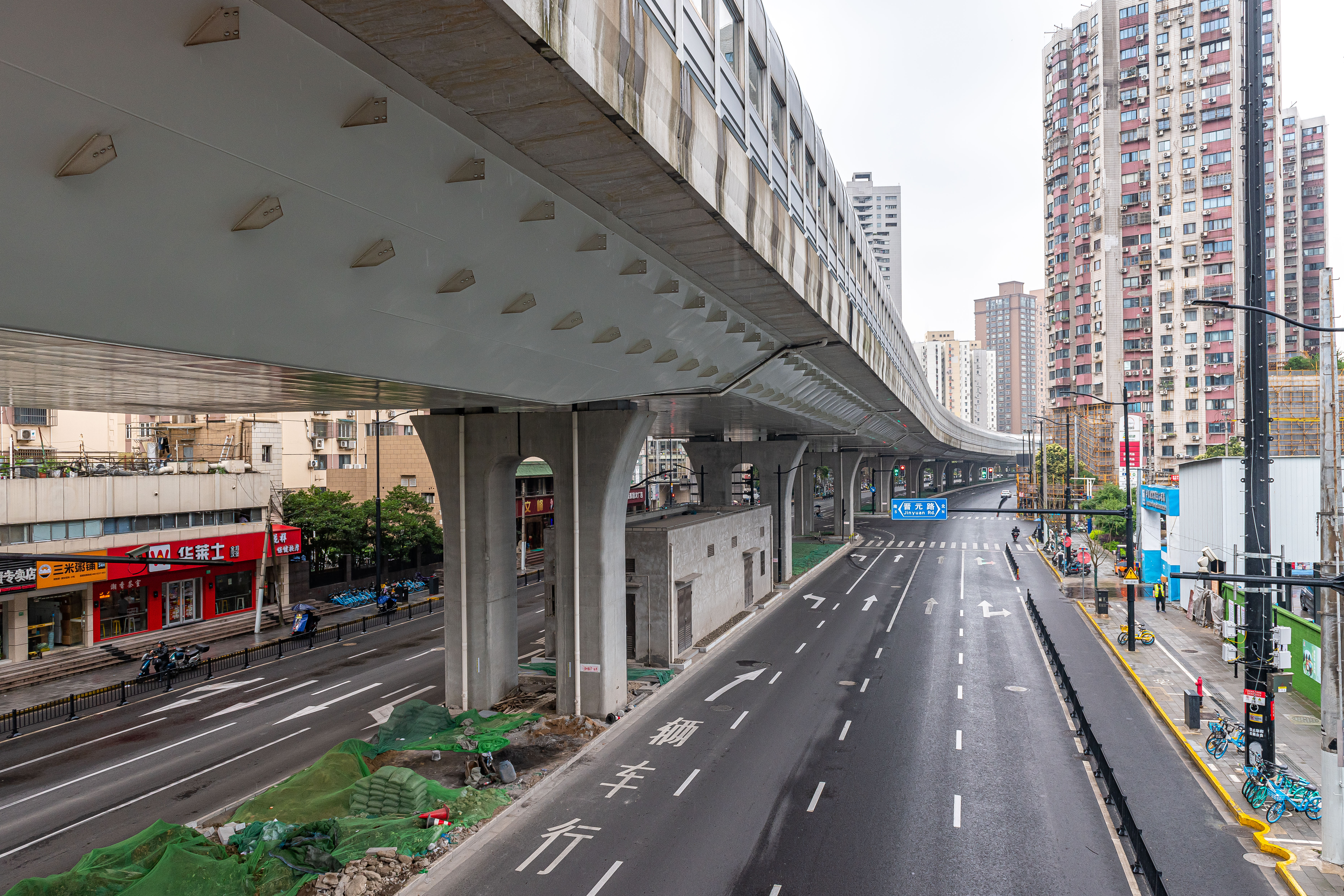
西藏北路西侧的北横通道高架段与海宁路

| 形式              | 出入口/立交       | 工作井            | 备注                                 |
| ↑主线接北翟路地道 | ↑主线接北翟路地道 | ↑主线接北翟路地道 | ↑主线接北翟路地道                    |
| ----------------- | ----------------- | ----------------- | ------------------------------------ |
| 高架              | 北虹路立交        | —                 | 接中环路                             |
| 隧道              | 泸定路出入口      | 中江路工作井      | 东向入、西向出；主线入地             |
| 隧道              | 江苏北路出入口    | 中山公园工作井    | 东向出、西向入                       |
| 隧道              | 万航渡路出口      | 中山公园工作井    | 东向出，9.28米小盾构施工             |
| 隧道              | —                 | 筛网厂工作井      | （主线出地）                         |
| 高架              | 恒丰路出入口      | —                 | 东向入                               |
| 高架              | 天目路立交        | —                 | 全互通，转盘接梅园路出口、南北高架路 |
| 高架              | 浙江北路出入口    | —                 | 东向出，西向入                       |
| ↓接东段           |                   |                   |                                      |

### 东段

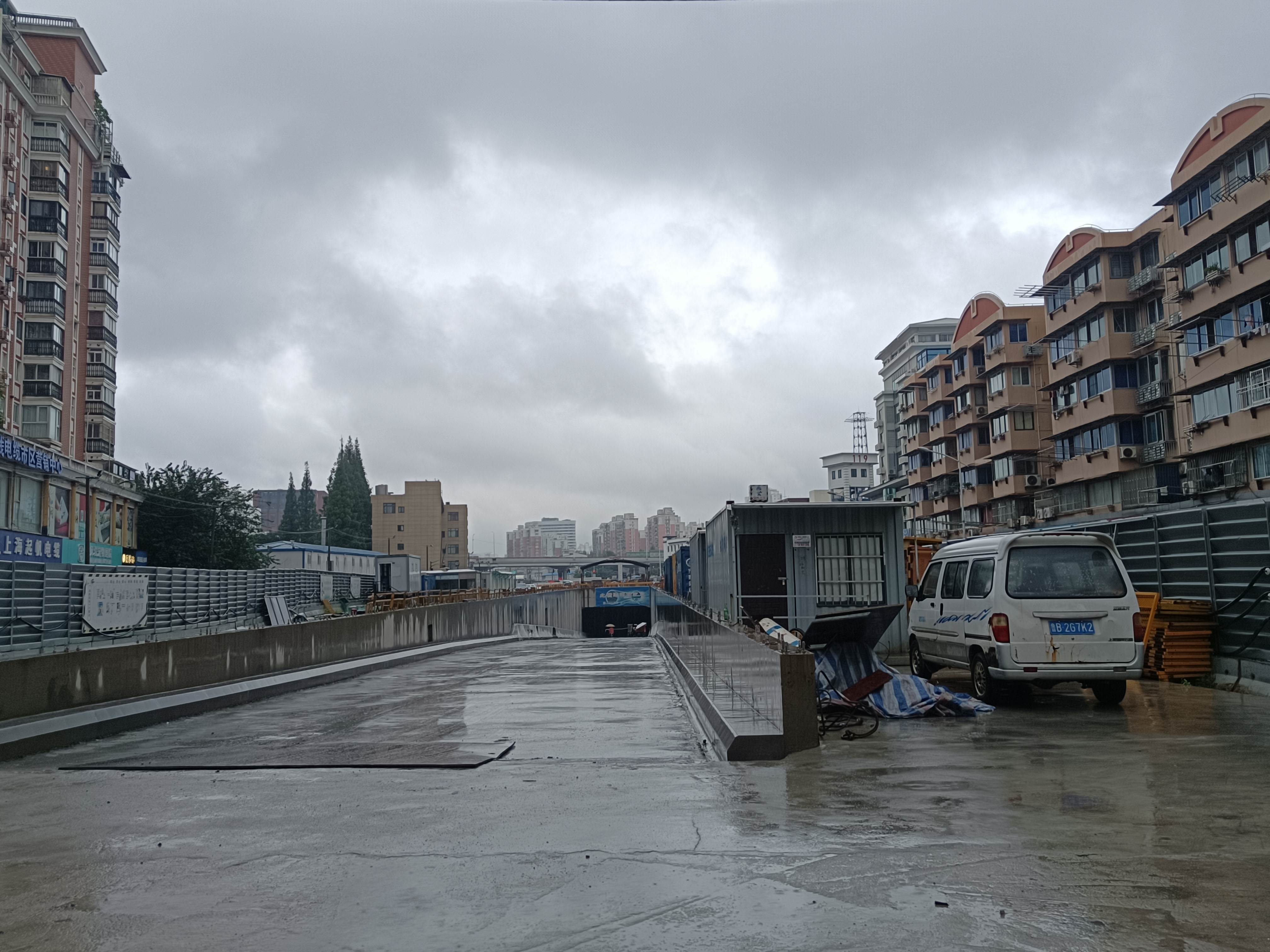
北横通道东段隧道终点（上层西向东方向出口，建设中）

| 形式    | 出入口/立交                   | 工作井                        | 备注                          |
| ↑接西段 | ↑接西段                       | ↑接西段                       | ↑接西段                       |
| ------- | ----------------------------- | ----------------------------- | ----------------------------- |
| 隧道    | —                             | 福建北路工作井                | （主线入地）                  |
| 隧道    | 新建路                        | 梧州路工作井                  | 全互通                        |
| 隧道    | 新建路                        | 安国路工作井                  | 全互通                        |
| 隧道    | 黄兴路                        | 杨树浦港工作井                | 东向出、西向入                |
| 隧道    | —                             | 黄兴路工作井                  | （主线出地）                  |
| 地面    | （↓经地面道路接隆昌路下立交） | （↓经地面道路接隆昌路下立交） | （↓经地面道路接隆昌路下立交） |

### 隆昌路下立交

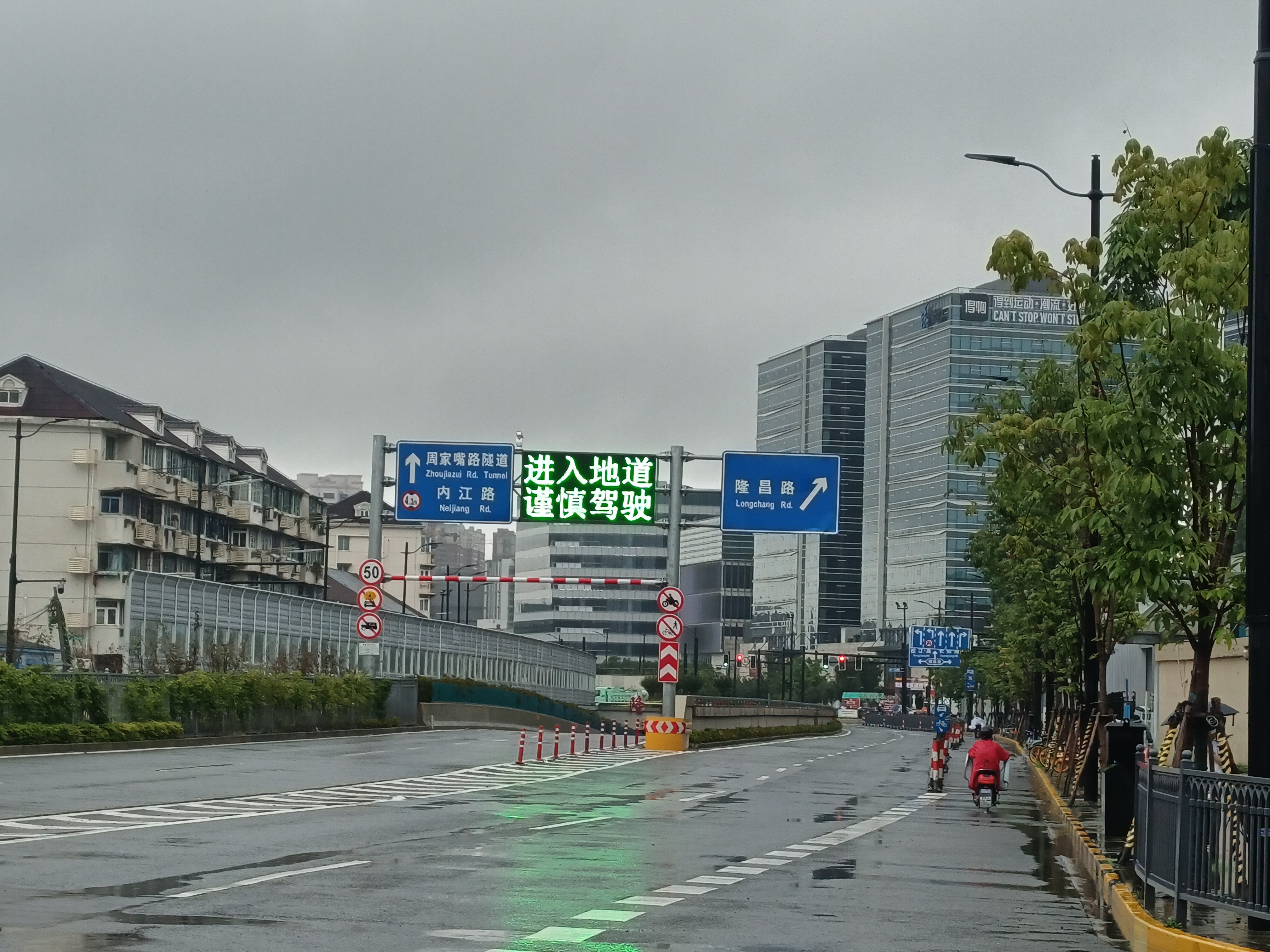
隆昌路下立交西侧入口

| 形式            | 路口            | 备注            |
| ↑接北横通道隧道 | ↑接北横通道隧道 | ↑接北横通道隧道 |
| --------------- | --------------- | --------------- |
| 地面路口        | 双阳路          | 需等红灯        |
| 地面路口+下立交 | 隆昌路          |                 |
| 地面路口        | 内江路          | 需等红灯        |
| ↓接周家嘴路隧道 |                 |                 |

## 建设过程
北横通道建设中以天目路立交东侧主线接地点（文安路接地点）为界分为东、西两段。2014年12月22日，西段中江路工作井率先开工；2016年7月30日，东段隆昌路下立交开始围场施工，成为东段四座下立交中首座也是唯一一座开工建设的下立交，此后东段设计开始调整，剩余工程动工时间有所推迟。最终北横通道西段于2021年6月18日通车，东段于2024年8月2日晚间开放。

### 西段
2014年12月22日，西段隧道中江路工作井首先动工。2016年12月26日，负责建设西段盾构隧道的“纵横号”盾构机从中江路井始发。2017年8月，“纵横号”顺利通过首个500米半径急弯。2017年12月28日，“纵横号”盾构机抵达中山公园工作井，中江路~中山公园区间隧道贯通。2019年1月18日，北横通道与中环路、北翟路地道相接的北虹路立交钢结构全部贯通。3月30日凌晨，天目路立交正式启动改造，开始拆除梅园路、乌镇路下匝道以便接入北横通道主线，南北高架往上海站方向的交通由中兴路下匝道代替，南向北跨苏州河车辆则可从新建辅道直接进入地面道路。7月11日，天目路立交北侧上跨铁路和地铁3、4号线的辅桥开始平移施工。10月25日，北虹路立交部分匝道随北翟路地道通车，实现中环、长宁路、北翟路全互通，来往北横通道主线方向暂不通车。10月28日，“纵横号”于筛网厂工作井接收出洞，西段隧道全部贯通。2020年2月1日，天目路立交两条上匝道开始拆除，同步开通南北高架天目路上匝道及辅道代替其接入天目路地面道路的功能。9月1日，江苏路匝道开挖。12月21日凌晨，新梅园路下匝道钢结构拼装完成，北横通道天目路高架段主体结构贯通。2021年4月21日，北横通道天目路立交沥青铺设完成。不同以往，天目路立交沥青铺设的工程车辆为无人驾驶、自动运行。2021年6月18日，北横通道西段全线正式通车。

### 东段
2016年7月30日，北横通道东段的隆昌路下立交动工。原计划中，其余三座下立交也应于此后陆续动工，但2017年起东段方案开始调整，施工也相应推迟。2020年7月31日，隆昌路下立交通车；12月27日，隆昌路下立交上方的地面道路恢复通车。2021年1月，东段首个新设计工作井福建北路工作井封底。9月29日，“建功号”盾构机从福建北路工作井始发；12月10日，已完成西段施工的“纵横号”盾构机亦从黄兴路工作井再次始发，两台盾构机同时向安国路井掘进。
2022年上海爆发疫情后，施工一度停止。5月，工程在封城中复工。7月14日，黄兴路井~杨树浦港井区间贯通。2023年6月7日，“纵横号”盾构机抵达安国路井；2023年7月25日，“建功号”于安国路井接收，北横通道东段隧道全部贯通。2024年4月26日，东段隧道完成沥青摊铺，将天目路立交的高架段无人摊铺技术延伸到信号较弱的地下段。按照当时计划，5月底东段隧道即可具备通车条件，但并未实现；实际北横通道东段于2024年8月2日22时通车。

### 万航渡路出口
万航渡路出口在工程阶段名为江苏路二级匝道。该段匝道不随主线通车而成为北横通道最后建成的路段。负责该段隧道的“建进号”盾构机于2023年12月29日下井，2024年3月9日成功穿越地铁11号线和江苏路2.4米污水管，2024年8月8日接收。目前该匝道已于2024年12月31日通车。

## 效益
截止2024年底，北横通道西段日均车流量约15万辆，东段日均8至9万辆。北横通道通车后，延安高架路工作日车流量下降6.9%，内环高架路北段下降5.1%，快速路网交通压力得到均衡。同时，北横通道的通车也释放了沿线天目路、周家嘴路等地面道路的交通资源。

## 相关工程
- 南北高架中兴路下匝道：位于共和新路中兴路，属北横通道配套项目，旨在减小天目路立交施工期间对铁路上海站交通的影响，也可提高车站北广场的使用率。2016年开始规划[58]，2017年12月26日通车[59]。
- 北横中运量：沿北横通道所在地面道路布置的准快速公交系统，目前仍在规划中，预计设1条主线和12条支线。
- 秀水街天桥：位于长宁路江苏路口，由于北横通道开通后匝道车速较快，行人自地面过街已不安全，故取消原人行横道后新建天桥，2023年6月28日开放[60]。
- 苏州河步道长寿路桥段：北横通道由于明挖穿越苏州河，原苏州河步道施工中断。施工结束后复建并打通长寿路桥下空间、改善相关装饰。2022年9月完成[61]。
- 苏州河深层排水调蓄管道系统工程：简称“苏州河深隧”，规划中的储水管道系统。位于苏州河地下50米，主线隧道与北横通道长距离并行。